# Schéma (psychologie cognitive)
Pour les articles homonymes, voir Schéma.
 (décembre 2014).
Si vous disposez d'ouvrages ou d'articles de référence ou si vous connaissez des sites web de qualité traitant du thème abordé ici, merci de compléter l'article en donnant les références utiles à sa vérifiabilité et en les liant à la section « Notes et références ».
En psychologie cognitive, les schémas sont des représentations mentales abstraites qui résument de façon structurée des événements, des objets, des situations ou des expériences semblables. Les schémas, stockés en mémoire à long terme, permettent d'analyser, de sélectionner, de structurer et d'interpréter des informations nouvelles. Ils servent donc en quelque sorte de modèle, de cadre (pour reprendre l'expression équivalente utilisée en intelligence artificielle) pour traiter l'information et diriger les comportements.
Dans le modèle du contrôle de l'action de Norman et Shallice (1980), les schémas sont des routines (c'est-à-dire des actions rodées et habituelles), exécutées automatiquement à partir d'indices internes ou environnementaux.
La notion de schéma trouve des applications en psychologie pathologique et en psychologie du travail. 
En psychopathologie, les travaux de Beck ont montré l'existence de schémas inadaptés à l'origine de la dépression. Des travaux ont ensuite prolongé cette voie en montrant l'existence de schémas inadaptés à l'origine des personnalités pathologiques. Jeffrey Young, un collaborateur de Beck, a par exemple développé la thérapie des schémas (ou schémathérapie) dont l'objectif est précisément de s'attaquer aux schémas précoces inadaptés à l'origine des troubles de la personnalité (troubles dit d'axe II). Un apport important de Young est d'avoir listé les schémas précoces inadaptés les plus fréquents,.
En psychologie du travail, les travaux de Jean Pralong ont montré l'existence de schémas de carrière. S'ils sont inadaptés, ils conduisent à des comportements dysfonctionnels en milieu de travail et dans la gestion de la carrière. Ces comportements dysfonctionnels ont des conséquences sur les carrières. Ils sont directement liés à des indicateurs de développement de carrière objectifs (rémunération, durée dans l'emploi, évolution hiérarchique) et subjectifs (satisfaction de carrière). Ces schémas sont aussi considérés comme des composants de la compétence à s'orienter. Ils déterminent l'efficacité dans la gestion des transitions professionnelles (durée de recherche d'emploi, satisfaction perçue après la transition).